# جورج دونهام
جورج دونهام (بالإنجليزية: George Dunham)‏ هو مقدم برامج إذاعية أمريكي، ولد في 28 يونيو 1965.